# Clan Gunn
Il Clan Gunn (in gaelico scozzese Na Guinnich) è un clan delle Highlands scozzesi associato alle terre del nord-est della Scozia, tra cui Caithness, Sutherland e, probabilmente, le isole Orcadi. Il Clan Gunn è uno dei più antichi clan scozzesi, discendendo dai Norreni Jarls delle Orcadi e dai Pitti Mormaers di Caithness.

## Storia

### Origini

#### Origini tradizionali
L'origine tradizionale del Clan Gunn sostiene che il progenitore del clan fosse un certo Gunni, che giunse nel Caithness alla fine del XII secolo, quando sua moglie, Ragnhild, ereditò le terre da suo fratello Harald Maddadsson, conte delle Orcadi. La moglie di Gunni discendeva da San Ragnvald, fondatore della Cattedrale di San Magnus a Kirkwall, Orcadi.
Gunni, il cui nome significava "guerra", si dice discendesse da avventurieri vichinghi, e suo nonno era Sweyn, ucciso durante un'incursione a Dublino nel 1171. Tuttavia, Smibert afferma che i Gunn fossero di origine gaelica.
Ulteriori informazioni sulle origini norrene del Clan Gunn possono essere trovate in un articolo di Michael James Gunn, che cita A Genealogical History of The Earldom of Sutherland di Sir Robert Gordon, scritto nel XVII secolo:
"Sir Robert Gordon, durante le sue ricerche genealogiche, intervistò molti capi famiglia del Sutherland, tra cui Alexander Gun di Kilearnan e Navidale, IV Mackeamish, morto nel 1655. Da lui apprese che la famiglia Mackeamish è chiamata Clan-Gun da un certo Gun, che affermano essere stato figlio del re di Danimarca, giunto molti anni fa dalla Danimarca e stabilitosi nel Caithness.
L'importanza di questa dichiarazione si comprende ricordando che, ai tempi di Sir Robert Gordon, i regni di Danimarca e Norvegia erano uniti sotto la corona danese. Tuttavia, gli antichi cronisti gaelici descrivevano i Gunn come Lochlannaich, o norvegesi, non danesi, poiché al tempo dell'arrivo dei loro antenati nelle Orcadi e nel Caithness, la Norvegia era un regno separato e non unito alla Danimarca fino all'Unione di Kalmar del 1391."

#### Origini documentate
Il primo "capo" del Clan Gunn a comparire nei documenti storici fu George Gunn, coroner del Caithness nel XV secolo. Il patronimico celtico successivo dei capi Gunn potrebbe essere stato MacSheumais Chataich, ma George Gunn era ampiamente conosciuto come Am Braisdeach Mor, che significa "il grande portatore di spilla". Questo soprannome derivava dall'insegna che portava come coroner.
Si dice che George tenesse corte nel suo Castello di Clyth con uno splendore tale da rivaleggiare con qualsiasi altro capo delle Highlands.

### XV secolo e conflitti tra clan
La Battaglia di Harpsdale, combattuta nel 1426, vide il Clan Gunn affrontare il Clan Mackay in uno scontro inconcludente, tipico delle tensioni interclaniche delle Highlands scozzesi.
I nemici tradizionali del Clan Gunn erano i Keith, che, dal loro Castello di Ackergill, sfidavano i capi dei Gunn sia per motivi politici sia per il controllo delle terre.
Una delle faide più famose riguarda Dugald Keith, che desiderava Helen, figlia di Gunn di Braemor. La giovane respinse le avances di Dugald, ma quando si seppe che stava per sposare un altro uomo, Dugald assediò la casa del padre di Helen, uccise molti degli abitanti e rapì la ragazza. Portata al Castello di Ackergill, Helen preferì gettarsi dalla torre piuttosto che sottomettersi al suo rapitore.

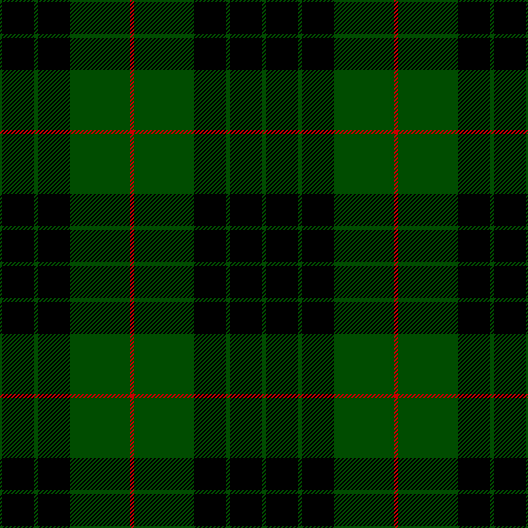
Il tartan dei Clanngvn, come pubblicato nel 1842 in Vestiarium Scoticum.

Il Clan Gunn reagì con incursioni frequenti nei territori dei Keith, ma subì una pesante sconfitta nella Battaglia di Tannach, avvenuta nel 1438 o nel 1464. Entrambi i clan subirono perdite significative, portandoli a negoziare una tregua attraverso un evento noto come la Battaglia dei Campioni, dove ciascun lato avrebbe dovuto presentarsi con dodici cavalli. Tuttavia, i Keith arrivarono con due guerrieri su ogni cavallo, massacrando i Gunn in inferiorità numerica.
Questa sconfitta fu poi vendicata dal figlio superstite del capo, James, che uccise Keith di Ackergill e suo figlio a Drummoy.

### XVI secolo e conflitti tra clan
Nel 1517, il Clan Gunn sostenne il Clan Sutherland nella sconfitta del Clan Mackay durante la Battaglia di Torran Dubh.
Alistair Gunn, figlio di John Robson Gunn, era diventato un uomo di grande rilievo e potere nel nord. Aveva sposato la figlia di John Gordon, 11º Conte di Sutherland, e per questo "si sentiva autorizzato a mantenere alta la testa tra i migliori di Scozia". Il suo orgoglio, o forse la sua lealtà al Conte di Sutherland, lo portarono alla rovina quando, nel 1562, guidò il seguito di Gordon e incontrò James Stewart, 1º Conte di Moray, e i suoi seguaci sulla High Street di Aberdeen. Stewart, fratellastro illegittimo di Maria, Regina di Scozia, e genero di William Keith, 4º Conte Maresciallo, capo del Clan Keith, si aspettava che gli fosse ceduta la via, secondo il costume del tempo. Alistair, rifiutandosi di cedere il passo, insultò pubblicamente il Conte di Moray. Poco dopo, Stewart lo fece inseguire fino a Delvines, vicino a Nairn, dove fu catturato da Andrew Munro di Milntown, portato a Inverness e, dopo un processo farsa, giustiziato.
Alla fine del XVI secolo, i Gunn furono coinvolti in varie faide contro il Conte di Sutherland e il Conte di Caithness. Nel 1586, nella Battaglia di Allt Camhna, il Clan Gunn ottenne una vittoria, ma fu sconfitto poco dopo da una forza massiccia nella Battaglia di Leckmelm.

### XVII secolo e Guerra Civile
Durante il XVII secolo, il Clan Gunn rafforzò i suoi legami con il Clan Mackay quando Gunn di Kilearnan sposò Mary Mackay, sorella di Lord Reay, capo del Clan Mackay. Il successivo capo dei Gunn sposò la figlia di Lord Reay.
Un altro ramo del clan, i Gunn di Bramore, discendenti di Robert, figlio minore di Am Braisdeach Mor, erano conosciuti come i Robson Gunn. Sir William Gunn, fratello del capo dei Robson, nonostante fosse cattolico, servì nell'esercito del re protestante di Svezia, arrivando a comandare un battaglione. In seguito combatté per Carlo I e fu nominato cavaliere nel 1639. Tornò poi nel continente, dove servì il Sacro Romano Impero, sposò una baronessa tedesca, divenne generale imperiale e fu nominato barone del Sacro Romano Impero nel 1649.

### XVIII secolo e rivolte giacobite
Il Clan Gunn, come clan, non supportò gli Stuart e combatté per il governo britannico durante la rivolta giacobita del 1745. Alexander Gunn, capo del Clan Gunn, fu Capitano di una Compagnia Indipendente delle Highlands che combatté per il governo britannico.
Alcuni membri dei Gunn combatterono indipendentemente per Bonnie Prince Charlie, e un elenco è disponibile nella pubblicazione No Quarter Given, il registro dell'esercito di Carlo Edoardo Stuart 1745–46.
I Gunn furono reclutati in gran numero per il 79º reggimento Queen's Own Cameron Highlanders durante le guerre rivoluzionarie e napoleoniche francesi.

## Capitanato

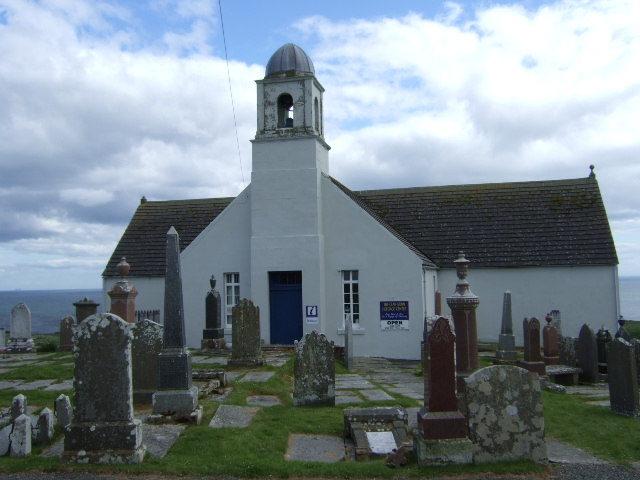
Centro del Patrimonio del Clan Gunn

Il 25 settembre 2015, il Lord Lyon, re d'arme per la Scozia emise un interlocutore riconoscendo Iain Alexander Gunn di Banniskirk come Capo del Clan Gunn, così da farlo diventare Iain Gunn of that Ilk, Capo del Clan Gunn. Durante una Convenzione Familiare, tenutasi nelle Orcadi il 18 luglio 2015, una petizione alla Lyon Court per richiedere tale riconoscimento era stata approvata e inviata al Lyon per l'azione. Per la prima volta in 230 anni il Clan ebbe un Capo riconosciuto. Iain aveva precedentemente servito come Comandante del Clan Gunn per oltre quarantatré anni. Iain Gunn of Gunn morì il 9 ottobre 2024. Gli successe suo figlio John Gunn of Gunn.

### Comandanti
Iain Alexander Gunn di Banniskirk fu nominato secondo Comandante del Clan Gunn, per commissione del Lord Lyon il 9 giugno 1972. Fu Segretario della Clan Gunn UK Society dalla sua fondazione nel 1961. Il primo Comandante fu suo zio paterno, William Gunn di Banniskirk, che detenne il titolo dal 1967 al 1968.
Nel 1978, l'ex Capo del Clan Keith e l'allora Comandante del Clan Gunn firmarono un trattato di pace sul sito della Cappella di St. Tayrs, ponendo fine alla faida tra i due clan iniziata nel 1478.

## Castelli

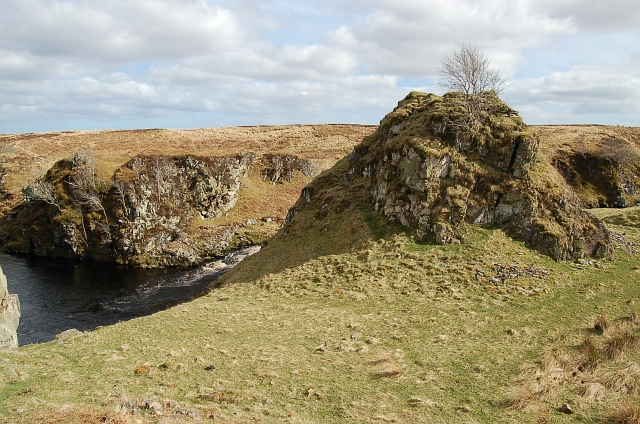
I resti del Castello di Dirlot

- I resti del Castello di DirlotIl Castello di Gunn, anche conosciuto come Castello di Clyth, era situato su una roccia sopra il mare, a otto miglia a sud-ovest di Wick, Caithness. Una volta era un castello splendido e forte, ma praticamente non rimane nulla. La fortezza fu tenuta dai Gunn durante la loro faida con il Clan Keith.
- Il Castello di Dirlot, vicino a Watten, Caithness, era originariamente di proprietà dei Cheynes, ma passò ai Gunn nel XV secolo. Tuttavia, successivamente passò al Clan Sutherland e poi al Clan Mackay.
- Il Castello di Halberry, vicino a Wick, Caithness, era di proprietà dei Gunn, ma ora rimangono solo alcune rovine vicino al mare.
- Il Castello di Latheron, vicino a Dunbeath, Caithness, era di proprietà dei Gunn, ma passò al Clan Sinclair nel XVII secolo e rimangono solo lievi resti del castello. Latheron House risale al XVIII secolo.
- Kinbrace, sito di un castello un tempo appartenuto ai Gunn, anche se la sua ubicazione non è certa.

## Tartan
Il tartan dei Gunn è disponibile in colori "invecchiati", "antichi", "smorzati" e "moderni". Una foto del tartan.